# Arthur Rackham
Arthur Rackham (født 19. september 1867 i London, død 6. september 1939) var en engelsk bogillustrator. 
Arthur Rackham var meget produktiv, men blev særlig kendt for sine virtuose, dekorative og energiske illustrationer i tusch og akvarel i en række eventyr for børn, blandt andet Brødrene Grimms eventyr (1900), Rip Van Winkle (1905), Peter Pan (1906), og Alice i Eventyrland (1907). Han illustrerede også bøger for voksne, deriblandt En skærsommernatsdrøm (1908), Rhinguldet og valkyrien (Das Rheingold) (1911), fortællinger af Edgar Allan Poe og dele af Gullivers rejser (1931).

## Billedgalleri
- Illustration af Arthur Rackham til Wagner-operaen Götterdämmerung 1911.
- Illustration til det engelske eventyr Jack og bønnestagen udgivet 1918
- Eventyrillustration til De tre bjørne (1918)
- Sigurd dræber dragen Fåvne, illustration til Richard Wagners opera Ringen.